# Colonia Esther
Colonia Esther es una localidad argentina ubicada en el departamento San Justo de la provincia de Santa Fe. Se encuentra 5 km al este de la ruta nacional 11, y 35 km al sur de San Justo.
Su escuela tiene más de 100 años, y cuenta con un templo católico; el acceso desde la Ruta 11 no se encuentra pavimentado.

## Población
Cuenta con 90 habitantes (Indec, 2010), lo que representa un descenso del 21% frente a los 113 habitantes (Indec, 2001) del censo anterior.
| Gráfica de evolución demográfica de Colonia Esther entre 1991 y 2010 |
|                                                                      |
| Fuente: Censos nacionales del INDEC                                  |